# Gamlingay
Gamlingay est une paroisse civile et un village du Cambridgeshire, en Angleterre.